# 虎之介
虎之介（とらのすけ、2004年4月15日 - ）は、日本の総合格闘家、キックボクサー。福岡県福岡市出身。MMA Rangers Gym所属。

## 来歴
格闘家の弘輝の愛弟子。右フックを得意としており、安保瑠輝也の弟子であるジョリーにキックルールの試合でダウンを奪い、判定勝ちを収めたことがある。

### BreakingDown
2023年5月21日、BreakingDown初出場となったBreakingDown 8にてとしぞうと対戦し、試合中盤にとしぞうの飛び膝蹴りに左フックを合わせ、ダウンを奪うも試合終盤にはとしぞうのパンチラッシュによって劣勢となってしまったが、4-0の判定勝ちを収めた。
2023年7月1日、BreakingDown 8.5にて冨澤大智と対戦し、開始10秒で放った大振りの右フックにカウンター気味の左テンカオを合わせられ、KO負けを喫した。
2023年8月26日、BreakingDown 9にてフクタロスと対戦し、開始26秒で右ストレートによるKO勝ちを収めた。
2023年10月8日、BreakingDown 9.5にて尾田優也と対戦し、開始8秒で虎之介の左膝蹴りが急所（金的）に当たり尾田が試合続行不可能となりBreakingDown史上初となるノーコンテストとなった。
2023年11月23日、BreakingDown 10のバンタム級王座決定トーナメント1回戦にて冨澤大智と再戦し、終始打撃で圧倒され開始43秒でパンチのラッシュからのボディへの膝蹴りによるTKO負けを喫した。
2024年2月18日、BreakingDown 11にて元WBA世界ミニマム級暫定王者の元プロボクサーでキックボクシング初挑戦となるファン・ホセ・ランダエタと対戦するも、開始53秒で虎之介の偶発性のバッティングでランダエタが顔面流血したためノーコンテストとなった。
2024年3月30日、BreakingDown 11.5にてランダエタと再戦。完全決着をつけるために無制限ラウンドマッチとなった。試合は10ラウンドまで両者決定打を欠き、見合う場面も多かったが、11ラウンドにランダエタの左フックを顎をもらい、ダウン。11RKO負けとなった。
2024年6月28日、BreakingDown 12.5にて大野篤貴と対戦。1ラウンド終了間際に大野の左フックをもらいダウン。結果、0-3で判定負け。

## 戦績

### アマチュアキックボクシング
| キックボクシング 戦績 | キックボクシング 戦績 | キックボクシング 戦績 | キックボクシング 戦績 | キックボクシング 戦績 | キックボクシング 戦績 | キックボクシング 戦績 |
| --------------------- | --------------------- | --------------------- | --------------------- | --------------------- | --------------------- | --------------------- |
| 12 試合               | (T)KO                 | 判定                  | その他                | 引き分け              | 無効試合              |                       |
| 5 勝                  | 2                     | 3                     | 0                     | 0                     | 2                     |                       |
| 5 敗                  | 4                     | 1                     | 0                     | 0                     | 2                     |                       |

| 勝敗 | 対戦相手                 | 試合結果                                 | 大会名                                                      | 開催年月日     |
| ○    | 井上力斗                 | 1R 0:46 KO（右フック）                   | BreakingDown 14.5                                           | 2025年1月25日  |
| ×    | 大野篤樹                 | 1分1R終了 判定0-3                        | BreakingDown 12.5                                           | 2024年6月29日  |
| ×    | ファン・ホセ・ランダエタ | 1R+延長10R 0:45 TKO（パンチ連打）        | BreakingDown 11.5                                           | 2024年3月30日  |
| ー   | ファン・ホセ・ランダエタ | 1R 0:53 無効試合（偶発的なバッティング） | BreakingDown 11                                             | 2024年2月18日  |
| ×    | 冨澤大智                 | 1R 0:43 TKO（ボディへの膝蹴り）          | BreakingDown 10 【初代バンタム級王座決定トーナメント1回戦】 | 2023年11月23日 |
| ー   | 尾田優也                 | 1R 0:08 無効試合（偶発的なローブロー）   | BreakingDown 9.5                                            | 2023年10月8日  |
| ×    | 海意                     | 3R 2:13 TKO（ボディへの膝蹴り）          | BULL DOG CUP 2                                              | 2023年10月     |
| ○    | フクタロス               | 1R 0:26 KO（右ストレート）               | BreakingDown 9                                              | 2023年8月26日  |
| ×    | 冨澤大智                 | 1R 0:10 KO（ボディへの膝蹴り）           | BreakingDown 8.5                                            | 2023年7月1日   |
| ○    | としぞう                 | 1分1R終了 判定4-0                        | BreakingDown 8                                              | 2023年5月21日  |
| ○    | 竜毅                     | 3分2R+延長1R終了 判定3-0                 | BRUE☆STAR                                                   | 2023年3月      |
| ○    | ジョリー                 | 3分1R終了 判定3-0                        | BRUE☆STAR                                                   | 2022年4月      |

### アマチュア総合格闘技
| 総合格闘技 戦績 | 総合格闘技 戦績 | 総合格闘技 戦績 | 総合格闘技 戦績 | 総合格闘技 戦績 | 総合格闘技 戦績 | 総合格闘技 戦績 |
| --------------- | --------------- | --------------- | --------------- | --------------- | --------------- | --------------- |
| 8 試合          | (T)KO           | 一本            | 判定            | その他          | 引き分け        | 無効試合        |
| 3 勝            | 2               | 0               | 1               | 0               | 2               | 0               |
| 3 敗            | 1               | 2               | 0               | 0               | 2               | 0               |

| 勝敗 | 対戦相手     | 試合結果                | 大会名              | 開催年月日    |
| ○    | 足ポキニキ   | 1分1R終了 判定3-0       | BREAKING DOWN 15.5  | 2025年5月10日 |
| ×    | ケオン       | 1R 0:50 TKO（パウンド） | BREAKING DOWN 13.5  | 2024年10月5日 |
| ○    | TAKAYA       | KO                      | 喧嘩自慢 広島編     | 2023年        |
| ×    | シュンタ     | タップアウト            | 喧嘩自慢ZERO        | 2023年        |
| ○    | マラチェンコ | KO                      | 喧嘩自慢 熊本編     | 2022年        |
| ×    | セイタ       | タップアウト            | 喧嘩自慢ZERO        | 2022年        |
| △    | 海意         | 勝敗なし                | 喧嘩自慢 博多VS広島 | 2022年        |
| △    | レイジ       | 勝敗なし                | 福岡喧嘩自慢対決    | 2022年        |